# SN 1966C
SN 1966C – supernowa nieznanego typu odkryta 14 stycznia 1966 roku w galaktyce PGC0058319. W momencie odkrycia miała maksymalną jasność 16,20m.